# Domankuš
Domankuš is een plaats in de gemeente Rovišće in de Kroatische provincie Bjelovar-Bilogora. De plaats telt 263 inwoners (2001).